# Сённерйюск (футбольный клуб)
«Сённерйюск» (дат. SønderjyskE) — датский профессиональный футбольный клуб, представляющий в Первой лиге Дании город Хадерслев.
Клуб содержит две футбольные команды:  мужскую, базирующуюся в Хадерслеве, и женскую, базирующуюся в Войенсе, две гандбольные (мужскую и женскую) и хоккейную.
«Сённерйюск» создавался как базовый спортивный клуб региона Южная Ютландия, поскольку на тот момент не было возможности создавать профессиональные спортивные клубы для конкуренции в высших лигах на основе местных команд. Мужская команда, единственная в Хадерслеве, носила имя города, но в 2004 году все профессиональные команды в футболе, хоккее и гандболе были объединены в единый спортивный клуб под общим названием Сённерйюск.
Под знаменем общего клуба все спортивные команды региона могли выступать в чемпионате Дании.
Футбольный клуб в сезоне 2015/16 впервые в своей истории занял второе место в чемпионате Дании по футболу и по итогам сезона квалифицировался в Лигу Европы.

## Достижения
- Чемпионат Дании
  -  Вице-чемпион: 2015/16
- Первый дивизион
  -  Победитель: 2004/05
  -  Второе место: 2007/08
- Кубок Дании
  -  Победитель: 2019/20
  -  Финалист: 2020/21

## Менеджеры клуба
- Поль Хансен (1989 – 1996)
- Кнуд Норрегард (1996)
- Франк Андерсен (1997 – 2003)
- Сøрен Куск (2004 – Август 2005)
- Мортен Бруун (2005 – 2006)
- Оле Шеннесен (2006 – 2007)
- Карстен Брое (Апрель 2007 – Июнь 2009)
- Михаэль Хеммингсен (Июль 2009 – Сентябрь 2009)
- Франк Андерсен (Сентябрь 2009 – Декабрь 2009)
- Михаэль Хеммингсен (Январь 2010 – Июнь 2011)
- Ларс Сøндегард (Июль 2011 – Июнь 2015)
- Ларс Михельсен (Июль 2015 – Декабрь 2016)
- Клаус Нёргор (5 Январь 2017 – 17 Декабрь 2018)
- Глен Риддерсхолм (1 Февраль 2019 – 26 Май 2021)
- Михаель Борис (19 Июнь 2021 – 1 Ноябрь 2021)
- Хансен, Хенрик  (16 Декабрь 2021 – 5 Ноябрь 2022)
- Thomas Nørgaard  (15 Декабрь 2022 – н. в.)

## Выступления в еврокубках
| Сезон   | Турнир           | Раунд                         | Соперник         | Дома | В гостях | Общий счёт |  |
| ------- | ---------------- | ----------------------------- | ---------------- | ---- | -------- | ---------- |  |
| 2016/17 | Лига Европы УЕФА | Второй квалификационный раунд | Стрёмсгодсет     | 2:1  | 2:2(д)   | 4:3        |  |
| 2016/17 | Лига Европы УЕФА | Третий квалификационный раунд | Заглембе Любин   | 1:1  | 2:1      | 3:2        |  |
| 2016/17 | Лига Европы УЕФА | Раунд плей-офф                | Спарта Прага     | 0:0  | 2:3      | 2:3        |  |
| 2020/21 | Лига Европы УЕФА | Третий квалификационный раунд | Виктория Пльзень | -    | 0:3      | 0:3        |  |